# Operació PBFortune
L'operació PBFortune va ser el nom d'un «pla d'emergència» elaborat per l'Agència Central d'Intel·ligència (CIA) dels Estats Units d'Amèrica (EUA) per a enderrocar i eliminar el president electe guatemalenc Jacobo Árbenz en cas que la CIA considerés que era una «amenaça comunista» per al continent. A més, la United Fruit Company havia pressionat per a l'enderrocament perquè la reforma agrària iniciada per Árbenz amenaçava els seus interessos econòmics.
Aquest pla va ser el precursor del cop d'estat de 1954 (criptònim: PBSUCCESS), l'operació encoberta que va instaurar el govern reaccionari del coronel Carlos Castillo i va servir d'assaig per a intervenir en altres països americans.
Encara que PBFortune fos aprovada oficialment el 9 de setembre del 1952, diversos passos de l'operació ja estaven decidits prèviament. El gener de 1952, oficials de la CIA van redactar una llista de «comunistes que el nou govern voldria eliminar immediatament per a un cop anticomunista exitós». Posteriorment, a l'abril de 1952, el president nicaragüenc Anastasio Somoza va visitar el president dels EUA Harry Truman per a conspirar contra la nació guatemalenca: va explicar que si els EUA li proporcionava armes col·laboraria amb el coronel exiliat Carlos Castillo per enderrocar Jacobo Árbenz. Després que el Departament d'Estat dels Estats Units examinés la viabilitat de pla, es va decidir que la CIA subministrés l'armament requerit i dos-cents cinquanta mil dòlars a Castillo mentre Nicaragua i Hondures subministrarien suport aeri als rebels anticomunistes.
Una part del pla de la CIA exigia l'assassinat de més de cinquanta-vuit guatemalencs, a més, el coronel Castillo va acordar de col·laborar amb la petició del dictador dominicà Rafael Leónidas per assassinar quatre ciutadans dominicans presents al territori de Guatemala. Altres plans d'assassinat van continuar després de la finalització del PBFortune l'octubre del 1952, quan el pla de la CIA va ser descobert.